# Acropimpla alboscutellaris
Acropimpla alboscutellaris là một loài tò vò trong họ Ichneumonidae.